# Palacete del Embarcadero
El Palacete del Embarcadero es un edificio de la ciudad de Santander, en Cantabria (España). El Palacete del Embarcadero está situado en el paseo marítimo, al lado del paseo y jardines de Pereda. Obra de Javier González de Riancho, con pórtico hacia el mar y torrecillas angulares, es un edificio proyectado en 1920 y acabado en 1932. Funcionó como estación de pasajeros, usado más tarde como cuartel de la Policía Armada, y desde que fuera reinaugurado en 1985, sirve como sala de exposiciones y conferencias. Es propiedad de Autoridad Portuaria de Santander (APS), siendo uno de los espacios habilitados por el puerto de Santander para promover y difundir la cultura y el patrimonio marítimo-portuario. Está dedicado, tanto a exposiciones propias, como a exposiciones itinerantes.
El programa expositivo, en el que colaboran diferentes instituciones y fundaciones locales y nacionales, incluye a artistas contemporáneos cántabros, nacionales e internacionales.